# Fernando Ferretti (futebolista)
Fernando Ferretti, ou simplesmente Ferretti (Rio de Janeiro, 26 de abril de 1949 - Araruama, 29 de agosto de 2011) foi um futebolista brasileiro que atuava como atacante.
Seus irmãos, Ricardo Ferretti e Bruno Ferretti, também futebolistas, jogaram, dentre outros clubes, no Botafogo. 

## Carreira
Começou no futebol aos 14 anos de idade, nas categorias de base do São Cristóvão.
Posteriormente, se transferiu para o Botafogo. No time de General Severiano, teve que enfrentar a difícil concorrência de jogadores como Roberto Miranda, Paulo César Caju e Jairzinho.
Pelo Fogão, Ferretti se destacou na campanha vitoriosa do primeiro título brasileiro da equipe, a Taça Brasil de 1968, da qual foi artilheiro, com 8 gols. Ferretti foi fundamental nas duas partidas decisivas, contra o Fortaleza. Na primeira, fora de casa, no Estádio Presidente Vargas, fez os dois gols do time, no empate em 2 a 2; e no Maracanã, o Botafogo ganhou o Fortaleza de 4 a 0, com dois de Ferretti.
Ainda em 1968, participou dos Jogos Olímpicos, no México. Pela Seleção Brasileira Sub-23, fez oito partidas (1 não-oficial) e marcou um gol.
Em 1971, foi envolvido em uma troca com o Santos, quando o Botafogo cedeu Moreira, Rogério e Ferretti pela contratação de Carlos Alberto Torres, capitão do Tri.
Em novo empréstimo, foi para o Vasco, onde brigou com a torcida e retornou ao Botafogo em 1972.
Ele teve duas passagens pelo Botafogo (de 1966 a 1971 e de 1972 a 1975).
Em 1975, foi vendido ao CSA, onde passou um ano e três meses e foi artilheiro do time.
Na sequência, foi vendido ao Vitória, onde sofreu uma fratura na clavícula que o afastou durante o Campeonato Brasileiro de 1976.
Posteriormente, foi envolvido numa troca com o Ceará, onde o Vitória recebeu o jogador Artur.
Encerrou a carreira no Atlético Paranaense.

## Títulos
Botafogo
- Campeonato Brasileiro: 1968 (Taça Brasil)[10][11][12]
- Campeonato Carioca: 1967 e 1968
- Taça Guanabara: 1967 e 1968

CSA
- Campeonato Alagoano: 1974 e 1975

Vitória
- Torneio José Américo de Almeida Filho: 1976

### Prêmios individuais
- Artilheiro do Campeonato Brasileiro: 1968 (Taça Brasil): 7 (gols)

## Morte
Na luta contra um câncer, Ferretti morreu aos 62 anos, após ser internado devido a uma pneumonia.